# الطو الفرعة (لودر)

تعديل مصدري - تعديل

الطو الفرعة هي إحدى قرى عزلة زارة بمديرية لودر التابعة لمحافظة أبين، بلغ تعداد سكانها 55 نسمة حسب تعداد اليمن لعام 2004.